# Stephanie Meißner
Stephanie Meißner (* 24. September 1980 in Spremberg, DDR) ist eine deutsche Wettermoderatorin.

## Leben
Stephanie Meißner wurde am 24. September 1980 in Spremberg in der damaligen Deutschen Demokratischen Republik (DDR) geboren und ist dort auch aufgewachsen. Sie arbeitete zunächst unter anderem als Stewardess. Beim Mitteldeutschen Rundfunk (MDR) arbeitete sie anfänglich im Landesfunkhaus im Büro hinter den Kulissen.
Meißner moderiert im Wechsel mit Susanne Langhans und Maira Rothe das Wetter bei „MDR um zwölf“, im „Sachsenspiegel“ und bei „Sachsen-Anhalt heute“. Ab dem 19. September 2011 pausierte sie wegen ihrer Schwangerschaft und wurde beim „Sachsenspiegel“ vorübergehend durch Duy Tran ersetzt.